# Freie Wähler
Freie Wähler (vrije kiezers), afgekort FW, staat in de Duitse politiek voor de groep ongebondenen in verkiezingstijd. Het is de kieslijst van personen die niet aan een politieke partij zijn verbonden. De Freie Wähler komen vooral voor op lokaal terrein. De lokale bewegingen leveren ook regelmatig de burgemeester van een gemeente. 
De Nederlandse en Belgische tegenhangers bestaan uit onder meer de Gemeentebelangen-groepen.

## Vertegenwoordiging
Er zijn in Duitsland verschillende overkoepelende organisaties waarbij Freie Wähler-groepen zich kunnen aansluiten, bijvoorbeeld Freie Wähler Bayern e.V. Ook is er een landelijke vereniging, het Bundesverband der Freien Wähler.

### Deelstaten
Bij de verkiezingen voor de Beierse Landdag op 28 september 2008 overschreden de Freie Wähler met 10,2 procent van de stemmen voor het eerst de kiesdrempel op deelstaatniveau. Sinds 2021 heeft FW ook zetels in de Landdag van Rijnland-Palts. 
In 2018 lukte het voor het eerst om regeringsdeelname af te dwingen. FW ging in de deelstaat Beieren samen met de CSU een coalitie aan. 

### Landelijk
Bij de Bondsdagverkiezingen doet de partij ook een gooi naar zetels, maar tot nu toe lukte het nooit om vertegenwoordigd te zijn, aangezien de kiesdrempel van vijf procent nooit werd gehaald.

### Europees
De afschaffing van de kiesdrempel voor de Europese verkiezingen zorgde ervoor dat Freie Wähler sinds 2014 ook enkele zetels heeft in het Europees Parlement.